# Stora Ljustjärnen, Hälsingland
Stora Ljustjärnen är en sjö i Bollnäs kommun i Hälsingland och ingår i Testeboåns huvudavrinningsområde. Sjön har en area på 0,0562 kvadratkilometer och ligger 308,3 meter över havet.

## Delavrinningsområde
Stora Ljustjärnen ingår i det delavrinningsområde (676856-151406) som SMHI kallar för Mynnar i Kölsjöån. Medelhöjden är 321 meter över havet och ytan är 3,64 kvadratkilometer. Det finns inga avrinningsområden uppströms utan avrinningsområdet är högsta punkten. Vattendraget som avvattnar avrinningsområdet har biflödesordning 3, vilket innebär att vattnet flödar genom totalt 3 vattendrag innan det når havet efter 97 kilometer. Avrinningsområdet består mestadels av skog (72 procent) och sankmarker (25 procent). Avrinningsområdet har 0,12 kvadratkilometer vattenytor vilket ger det en sjöprocent på 3,3 procent.